# Метиси (Канада)
Метиси (од лат. речи miscere, што значи „мешати”; фр. Métis, канадски француски Michif) аутохтони су народ у Северној Америци. Метиси потичу од особа рођених у мешовитим брачним заједницама, жена Првих нација и европских (углавном француских или ређе британских) мушкарца, или од особа које су припадале некој од ове две групе народа, а које су током дужег времена заједничког живота формирале свест о припадности једној етничкој групи (Метисима). Историјски и генетички гледано овим називом описани су сви, потомци Првих нација мешаног порекла. Многе генерације Метиса, нарочито оне које су живеле у Централној и Западној Канади, али и оне у појединим деловима Источне Канаде, развили су временом посебну културу Метиса. Тек крајем 20. века, Канадска влада је признала Метисе, као један од званичних абориџинских народа, са свим правима која су изједначена са онима, која су много деценија раније, дата Инуитима и Првим народима.

## Идентитет и правни статус канадских Метиса
Британски Северноамерички акт из 1867. године
Према закону о Британској Северној Америци из 1867. године, Индијанцем се сматрао сваки становник рођен у Северној Америци јер је то био по рођењу и пре него што је Закон ступио на снагу.
Ова циркуларна дефиниција индијанаца често је доводила до проблема јер су у Северној Америци постојале и одређене групе, попут Метиса, који се нису сматрале Индијанцима по концепцији наведеног Закона:
| „ | У одређеном смислу сви Метиси могу се сматрати индијанцима, ако немају статус, уколико имају признато индијанско порекло а нису регистровани по Индијанском Закону. | ” |

По овом Закону Метиси нису имали право на место у друштву јер су били тројног порекла индијанског, европског или Канадског.
Индијански закон
Метиси немају статус према Индијском закону, осим ако је њихов индијански родитељ био њихов отац, па чак и тада, многи Метиси још увек нису добили статус због њихове мешане крви, и зато што их било које племе није препознало. У чланку Дениса Гагнона, он даје објашњење о томе како се нека особа идентификује као Метис:
| „ | ...то су следећи критеријуми: особа мора имати корен предака (који укључује и усвајање) са нативном крвљу, путем ауто-идентификације, и прихватања појединца од стране других људи. | ” |

Устав Канаде из 1985. године
Устав из 1985. године, Метисе и Инуите (Ескиме) сврстава у староседеоце Канаде а израз Индијанци користи за Прве народе (нације), настале на овом простору, како би на тај начин направио разлику између ове три групе народа.

### Недостатак правне дефиниције
И данас у Канади није јасно ко има морално и правно овлашћење да дефинише реч Метис, па зато не постоји свеобухватна општеприхваћена правна дефиниција статуса Метиса у Канади; јер је у супротности са индијанским актом којим је основан Индијански регистар за све (статусни—правни положај) Прве нације или староседелачке народе.
Неки правници тврде да је једно од права староседелачког народа да дефинише свој идентитет, што спречава потребу за дефиницијом коју је санкционисала влада. Тако је у Канади отворено питање о томе ко треба да преузме права од Абориџине (Прве нације) која се односе на идентитет Метиса.
Ниједно савезно законодавство Канаде не дефинише Метисе, изузев Алберте која је једина покрајина Канаде која је дефинисала термин у свом закону. Закон о насељима Метиса дефинише Метиса као особу пореклом од Абориџина који се идентификују са историјом и културом Метиса у контексту стварања права за правну подобност и чланство у једном од осам насеља у Алберти. Овај акт искључује људе који су по пореклу Индијанци или чланови Прве заједнице, што је потврдио Врховни суд у Алберти против Канингема (Cunningham-а) (2011).
Број људи који се идентификују као Метиси нагло је порастао од краја 20. века: између 1996. и 2006. године, тако да се скоро удвостручио број становника Канаде који су се изјаснили као Метиси на око 390.000.
Како није постојала правна дефиниција Метиса Врховни суд Канаде одредио је три битна фактора за идентификацију Метиса који имају иста права као Абориџински народ:
- самоидентификација особе као Метис;
- предачка веза са историјском заједницом Метиса;
- прихватање метиске заједнице.

Сва три фактора морају бити испуњена да би се појединац према правној дефиницији Метиса, прогласио за припадника ове заједнице. Поред тога, суд је у својем закључку навео:
| „ | Појам Метис не обухвата све појединце са мешовитом индијском и европском баштином; Пре свега (овај назив) се односи на различите народе који су, поред својих мешовитих предака, развили и сопствене обичаје, начине живота и препознатљив идентитет групе, чиме су одвојени од индијанских или инуитских и европских предака. | ” |

Када је овим закључком Суд експлицитно навео да акт од десет тачака није свеобухватна дефиниција Метиса, остала су питања да ли Метис има уговорна права, што је данас једно од „експлозивних” нерешених питања у канадској абориџинској заједници. Неки кажу да, пошто само Прве нације могу легитимно потписати уговоре са владом, по тој дефиницији, Метиси немају права на склапање уговора. То је имало за последицу да су стотине, ако не и хиљаде, Метиса првобитно биле укључене у низ уговора, а затим искључене у каснијим изменама Индијанског закона.

## Историја
Почев од 16. века до средине 19. века, настала је заједнице Метиса у сливу Црвене реке, јужно од језера Винипег, на подручју које је нешто касније постало Манитоба, једна од покрајина Канаде. Тако настала заједница створила је и јединствени Метиски језик — Мишиф, који је настао на овом простору, под географским утицајем становника подручја у којима су Метиси живели.
Временом заједница Метиса развила је и јединствену, политичку и правну структуру, са јаким демократским традицијама.
Са мешовитом традицијом и употребом оба језика, Метиси су постали посредници; између култура европских и првих народа (староседелаца), и трговини (посебно у трговина крзном). А као резултат оснивања насеобина Метиса, настале су посебне заједница и колоније на одабраним локацијама преко целе западне Канаде.
Пре и одмах након оснивања конфедерације, Метиси су дали значајан допринос развоју западне Канаде, јер су радили као водичи, преводиоци и обезбеђивачи услова за живот и рад новим оснивачима и трговачким компанијама.
Један од најпознатијих лидера Метиса био је Луј Риел, који је одиграо кључну улогу у развој западне Канаде, и идентитета Метиса.
Све је почело крајем 19. века, након доношења Британског закона о Северној Америци (1867), када је Луј Риел, пореклом Метис постао вођа Метиса на подручју Црвене реке. Он је оспорио наводе владе Канаде о Метисима у говору одржаном крајем августа 1869. на степеница катедрале Свети Бонифације. Метиси су постали још енергичнији у борби за своја права када је канадска влада 28. септембра 1869. именовала злогласног антифранцуза. Вилијама Дугала за поручника гувернера северозападних територија, у ишчекивању да званични трансфер земаља ступи на снагу у децембру. Међутим 2. новембра 1869. Луј Риел је са 120 мушкараца заузео утврђење Форт Гери, административно седиште компаније Хадсон Беј. То је био први отворени чин отпора Метиса који су, потом 4. марта 1870. основали привремену владу, на челу са Лујом Риелом, и погубили Томаса Скота након што је Скот осуђен за непослушност и издају. Изабрана је законодавна скупштина Асинбојна која је послала три делегата у Отаву на преговоре са канадском владом. То је резултовало Законом Манитобе и уласком те провинције у Канадску конфедерацију. Како је због погубљења Скота Риел оптужен за убиство, био је приморан да побегне у егзил у Сједињене Америчке Државе.
У марту 1885. кад су Метиси сазнали да је контингент од 500 полиција смештених на северозападу кренуло у том правцу. Они су се организовали и формирали Привремену владу Саскачевана са Пјер Парентуом као председником и Габријелом Димоном као генералним помоћником. Риел је преузео бригу о неколико стотина наоружаних људи. У сукобу са канадским оружаним снагама познатом као побуна северозапада, која се догодила на северу Саскачевана од 26. марта до 12. маја 1885. Габријел Димон је побегао у Сједињене Америчке Државе, док су се Риел, Пундмакер и Биг Бир предали. Биг Бир и Пундмакер су осуђени на трогодишњу казну затвора 6. јула 1885. године, док је Риел осуђен за издају и вешање. Риел се жалио, али жалба није усвојена и он је погубљен 16. новембра 1885. године.

### Предуслови
Подручје данашње Централне Канаде по први пут је насељено пре око 10.000 година, непосредно након окончања последње вирмске глацијације. Први насељеници појавили су се на подручју планине Тертл на југозападу Манитобе и северу Северне Дакоте. Прва насеља основала су племена Оџибве, Кри, Сијукси, Дене, Асинибојни и Мандани, која су убрзо почела међусобно трговати. Налазишта кварца у северној Манитоби доказују да су се прва индијанска племена бавила и рударством (од кварца су израђивани врхови стрела), а у долини Црвене реке узгајао се кукуруз и друге пољопривредне културе.
Године 1611. Хенри Хадсон упловио је у данашњи Хадсонов залив на чијим обалама га је оставила побуњена посада. У потрагу за Хадсоном убрзо се упутила експедиција предвођена Томасом Батоном. Експедиција се кретала узводно реком Нелсон и 1612. дошла је до језера Винипег. Експедиција није успела да пронађе Хенрија Хадсона, а Батон је постао први Европљанин који је крочио на тло данашње Манитобе. Британски брод „Нонсач“ је 1668/1669. упловио у Хадсонов залив где је убрзо основана трговачка Компанија Хадсоновог залива (енгл. Hudson's Bay Company). Подручје које је контролисала компанија названо је Рупертовом земљом у част баварског принца Руперта Палатинскога који је финансијски помагао Компанију. Прва трговачка станица компаније била је Форт Нелсон (основана 1682), али су је врло брзо разорили ривалски француски трговци. Уместо Форт Нелсона, 1684. је основана трговачка станица Јорк (York Factory).
Залив Хадсон је историјски неодвојив од француско—енглеске борбе за Северну Америку током 17. и 18. века, и касније борбе Матиса са Енглезима. Залив је давао приступ великој територији Маниребо за трговину крзном коју су обе земље хтеле да контролишу. Французи који су се настанили у долини Сен Лорена, су више пута слали експедиције да би уклонили трговачка места која су основали Енглези под окриљем Компаније Хадсоновог залива. Енглези су радили исто са француским трговачким местима. Француска је споразума у Утрехту предала територију Залива Великој Британији 1713. године.

### Порекло
У јеку освајања Северне Америке од стране трговаца крзном од 1650. године па надаље, многи француски канадски и британски трговци крзном женили су се женама Првих народа и Инуита, углавном Првих нација Кри, Оџибва, настањених у области Великих језера и на Западу Канаде. Већина ових трговаца крзном били су Французи католичке вере и Шкоти. Ови бракови су обично називани бракови по „обичајима земље” (фр. marriage à la façon du pays.). Њихова деца су најчешће одрастала, под утицајем културе својих мајки, али су често били упознати и са католичким и аутохтоним системима веровања, обе културе. У многим случајевима, ловци на крзно живели су са својим женама на локацији њихових племена, тако да су деца одрастала под највећим утицајем друштава Првих народа.
Али, како је временом све више Метиса живело у заједници са трговцима крзном, под утицајем њихове традиције, створени су нови другачији Абориџини у Северној Америци. Жене Првих нација биле су веза између две културе; и тако помагале у опстанку будућих потомака. Жене Првих народа биле су у стању да преведу матерњи језик, искроје нову одећу за своје мужеве, и генерално биле су укључени у решавање било каквих културолошких проблема. Како су Први народи преживели на Западу Канаде хиљадама година, тако да су и трговци крзном у великој мери знања и искуства својих нација, о одржавању и обради земље пренели својим супругама. Метиси као народ се зато сматрају везом између Европљана и Првих нација и Инуита. Метиси су временом све чешће почели да раде као преводиоци, новопридошлим трговцима крзном и траперима у својим редовима.
Када је Француски генерал и трговац Пјер Готје де Варен 1730-их истраживао долину Црвене реке он је све више настојао да појача француски утицај на Западу Канаде. Доласком Француза трговина између монтреалске Северозападне компаније и Метиса почела је и све интензивније да се одвија.

### 19. век
На територији Централне Канаде у 19. веку истовремено су деловале две ривалске трговачке компаније које су се, након честих сукоба, ујединиле 1821.  Након победе над Француском у Седмогодишњем рату (на тлу Северне Америке познат и као Француско-индијански рат 1756—63) Британија је 1763. осигурала трговачку и политичку превласт над овом територијом. Европљани су прве фарме и насеља почели да оснивају 1812. северно од данашњег града Винипега, што је довело до сукобе са локалним Метисима. Дана 19. јуна 1816. у сукобу британских досељеника и Метиса (познатом и као Битка код Севен Оукса) погинуо је 21 колониста (међу којима је био и гувернер области) и један Метис.
Године 1812. многи имигранти (углавном шкотски фармери) преселили су се у долину Црвене реке у данашњој Манитоби. Компанија Хадсоновог залива која је номинално била у власништву територије тада названа Рупертова земља, доделила је парцеле овим досељеним земљорадницима. Расподела земљишта око Црвене реке проузроковала је сукоб са становницима који су већ живели у тој области, као и са „Северезападном компанијом”, чији су трговински путеви преполовљени. Многи Метиси су радили као трговци крзном како са компанијом Северезападном компанијом и Компанија Хадсоновог залива. Други су радили као слободни трговци, или ловци на буфале чијом кожом су снабдевали трговце крзном. Како је због масовног излова број буфала стално опадао, Метиси и Прве нације биле су принуђене да иду у лов даље на запад. Временом зараде од трговине крзном су се смањивале јер се у Европи смањила потражња за крзном због промена укуса потрошача, а тиме је опала и потреба да Хадсонова компанија шири своју даљу делатност.
Споразум потисан 1871. године са кандском владом, био је први акт о разумевању, људским правима и суживоту у Манитоби, после оснивања канадске конфедерације, и требало је да реши бројне односе између Канадске власти и првих нација у Манитоби, укључујући и Метисе. Према овом споразуму територије око Црвене реке ушле су у састав канадске конфедерације као покрајина Манитоба. Источнија подручја су ушла у састав Онтарија. Метисима је овим споразумом обећана обрадива земља, школе на француском језику и слободно исповедање католицизма. Након потписивања споразума, канадска влада је послала војску са намером да утврди власт у Манитоби. Власти су мимо договора издале налог за бројна хапшења, што је имало за последицу побуну староседелаца. Уласком војске у Манитобу окончана је побуна у долини Црвене реке, а Манитоба је и формално постала део Канаде.
Убрзо је велики број белих досељеника из Онтарија кренуо ка Манитоби, а због све израженијег расизма, и непоштовања људских права, Метиси су се почели повлачити у унутрашњост Канаде ка областима која ће ускоро постати покрајине Алберта и Саскачеван.
До краја 19. века потписани су бројни споразуми између канадске владе и локалних поглавица према којима је свакој индијанској породици обећана одређена површина обрадиве земље. На основу тих споразума формирани су резервати са домородачким становништвом којима је управљала федерална влада. Упркос обећањима власти, многи Метиси нису добили обећану земљу што је узроковало бројне протесте и демонстрације који трају и до данашњих дана (рачунајући и протесте из септембра месеца 2014, током свечаности отварања Канадског музеја људских права).

### Власништво над земљиштем
Питања власништва над земљиштем постала су централна тема у Канади, пошто су Метиси продали већину од 600.000 хектара које су примили.
Током тридесетих година 20. века политички активизам који је настао у заједницама Метис у Алберти и Саскачевану био је повезан са земљишним правима, а неки су поднели захтев за за повратак одређених површина земље. Пет људи, понекад називани „Пет фамозних” (енгл. The Famous Five) (James P. Brady, Malcolm Norris, Peter Tomkins Jr., Joe Dion, Felix Callihoo), имали су улогу владе Алберте из 1934. године, или „Јуингове комисије” (енгл. Ewing Commission), коју је предводио Алберт Јуинг, да се баве земљишним захтевима. Под притисцима Метиса Влада Алберте усвојила је Закон о побољшању услова за становнике Метисе 1938. Акт је обезбедио финансирање и набавку земља за Метисе. Међутим покрајинска влада касније поништила део власништва над земљиштем у одређеним областима.

## Култура

### Културолошка дефиниције Метиса на простору Канаде
Културолошка дефиниције Метиса, која је правне и политичке природе, наведена је у извештају Краљевске комисије за Абориџинске народе из 1966. године, и у начелу гласи:
| „ | Многи Канађани су мешовити Абориџини настали мешањем Абориџина и других народа... Оно што разликује Метис народ од осталих је да њих повезује култура као изразито обележје Метиса. | ” |

Традиционални показатељи културе Метиса укључују употребу мешаног креолског абориџинског језика и европских језика, као што су Мишиф француски језик (French-Cree-Dene) и Бунги или енглески оџибва језик (Cree-Ojibwa-English); специфична одећа са ешарпом; богат музички репертоар музике на виолини, рутмички плесови, и примена традиционалне економије засноване на лову, хватању и сакупљању. Али, треба имати у виду да сви Метиси нису ловили, носили ешарпе, или говорили креолски језик.
Метис је француски израз који значи „мешовити” и у ширем смислу односи на сва лица мешовитог европско-домородачког наслеђа, који према процени појединаца чине препознатљиву заједницу за коју се по том основу може применити израз култура Метиса.

### Језик
Већина Метиса говорио је, а многи и даље говоре, или француски метиски или неки од домородачких језика као што су; микмек (Mi'kmaq), кри, анишинабаамвен (Anishinaabemowin), денезолин (Denésoliné), итд. У појединим регионима неке од група Метиса говоре креолски или мешовити језик који се зове мичеф (Michif, Mechif или Métchif ). Метиси данас претежно говоре француски, са енглеским као другим језиком, али и бројне језике Абориџина. Метиски Француски језик је најзаступљенији и највише очуван на простору Канаде.
Миши се највише користи у Сједињеним Америчким Државама, посебно у индијанским резерватима у Северној Дакоти енгл. Turtle Mountain Indian Reservation of North Dakota. Постоји и званични Мичеф језик Метиса који имају пребивалиште у резерватима Оџибва.
Како је последњих година употреба ових језика у опадању, покрајински одбори Метиса покренули су акцију за њихову обнову, кроз наставу у школама и говор у заједницама Метиса. Подстицаји на коришћење француског метиског и мичеф језика дали су резултате и они су све више у употреби, након што су најмање код једне генерације били у пропадању.
Заједница Англо-Метиса, познатији као Кентриборн (Countryborn), коју су у 19. веку на простору Рупертове земље чинили потомци очева трговаца, који су обично били, са шкотског, или енглеског говорног подручја и мајки припадница Абориџинских народа. Први језици ових потомака били су језици Абориџина (кри језик, султо језик, асинибојнски језика, итд) и енглески. Галски, шкотски и оркадски временом су постали део језика познатог под креолским називом „Бунга”.

### Застава
Застава Метиса је једна од најстаријих патриотских заставе на подручју Канаде. Кроз историју Метиси су имали два заставе, које су користиле исти дизајн симбола, бесконачности, али са различитим бојама (црвеној и плавој).
Прва застава је била у црвеној боји. То је тренутно најстарија застава која се користила, а и данас користи у Канади. Прву црвену заставу је Северозападна компанија уручила Катберту Гранту 1815. године. Црвена застава је коришћена и у бици код Seven Oaks-а, „La Grnoullière” 1816. Супротно популарним веровањима црвена и плава боја нису културни или лингвистички идентитет и не представљају компанију.

## Распрострањеност
Према попису становништва из 2006. године, у Канади живи укупно 389.780 становника који су се изјаснили као Метиси.
Алберта је појединачно гледано, канадска покрајина или територија са највећим бројем Метиса. У њој живи 85.495 становника. који се изјашљавају као Метиси. Од овог броја 7.990 су становници једног од највећих насеља Метиса у Алберти.
Распрострањеност Метиса у Канади према статистичким подацима из 2016. приказана је на овој табели:
| Провинција/Територија    | Проценат Метиса (у укупној популацији) |
| ------------------------ | -------------------------------------- |
| Канадa — Укупно          | 1.7%                                   |
| Њуфаундланд и Лабрадор   | 1.5%                                   |
| Острво Принца Едварда    | 0.6%                                   |
| Нова Шкотска             | 2.8%                                   |
| Њу Брансвик              | 1.5%                                   |
| Квебек                   | 0.8%                                   |
| Oнтарио                  | 1.0%                                   |
| Манитоба                 | 7.3%                                   |
| Саскачеван               | 5.2%                                   |
| Алберта                  | 2.9%                                   |
| Британска Колумбија      | 2.0%                                   |
| Јукон                    | 2.9%                                   |
| Северозападне територије | 7.1%                                   |
| Нунавут                  | 0.5%                                   |